# Hồ Trung Minh
Hồ Trung Minh (tiếng Trung: 胡中明; bính âm: Hú Zhōngmíng) là đô đốc Quân Giải phóng Nhân dân Trung Quốc (PLA). Ông là Ủy viên Ủy ban Trung ương Đảng Cộng sản Trung Quốc khóa XX, hiện là Tư lệnh Hải quân Quân Giải phóng Nhân dân Trung Quốc. Ông từng là Tư lệnh Hạm đội Bắc Hải và Phó Tư lệnh Chiến khu Bắc Bộ kể từ tháng 12 năm 2019.

## Tiểu sử
Hồ Trung Minh nhập ngũ vào Quân đội Giải phóng Nhân dân năm 1979. Ông là trợ lý tham mưu trưởng Hải quân PLA vào tháng 3 năm 2015 và sau đó là phó tham mưu trưởng vào tháng 5 năm 2016. Vào tháng 12 năm 2019, ông được thăng chức làm Tư lệnh Hạm đội Bắc Hải và Phó Tư lệnh Chiến khu Bắc Bộ, kế nhiệm Lý Ngọc Kiệt.
Ông được thăng quân hàm chuẩn đô đốc vào tháng 7 năm 2014 và phó đô đốc vào tháng 12 năm 2019.